# Румбурак (фильм)
«Румбурак» (чеш. Rumburak) — сказочный фильм производства Чехословакии по сценарию Милоша Мацоурека. Вторая часть кинотрилогии о злом волшебнике Румбураке.

## Сюжет
После событий сериала «Арабелла» прошло несколько лет. Изгнанный из Царства сказок бывший чародей Румбурак живет в Мире людей, где влачит жалкое существование, ютясь в одной из башен Пражского града с вороной Офелией, постоянно упрекающей его в никчемности. Положение Румбурака ещё осложнено тем, что в светлое время суток он сам превращается в ворона, а человеческий облик ему вернется лишь с наступлением сумерек. У него нет волшебных инструментов, а все заклинания он позабыл. 
Единственной отдушиной для Румбурака являются лишь визиты в Ледовый дворец, где он наблюдает за юной фигуристкой Хеленкой. Но вот однажды обстоятельства складываются так, что Румбурака берут на работу в научный институт вычислительной электроники ночным сторожем. Там Румбурак получает доступ к очень умному компьютеру, с помощью которого он пытается вспомнить хотя бы несколько своих заклинаний. Но вскоре его действия становятся известными начальнику и Румбурака увольняют, а вычисленное компьютером заклинание, позволяющее отсылать кого-либо в Царство сказок попадает в руки злого инженера Захариуша — фанатика прогресса и зооненавистника. Используя заклинание, Захариуш изгоняет из мира людей всех встречных животных, а также поймавшего его с поличным отца Хеленки — директора школы Карела Трояна. Все решают, что того съел лев. Румбурак решает воспользоваться ситуацией и воспользовавшись верой сестры директора в переселение душ выдает себя за него, перевоплотившегося в ворона. Вечером он под видом ученого орнитолога Шуберта навещает семью директора, где между ним и Хеленкой зарождается симпатия. Но в конце концов правда всплывает наружу. Начальник Захариуша, узнав, что тот натворил, заставляет вернуть директора Трояна, который в Царстве сказок успел стать придворным зоологом, а самого Захариуша компьютер в отместку за вытащенный блок памяти превращает в ворона. 
Рассерженный на поведение Румбурака директор Троян отправляет его в Царство сказок, а его сын Вилек пользуясь отнятым у Захариуша заклинание возвращает в город всех зверей. Позже директор Троян, уступив просьбам Хеленки, разрешает Румбураку вернуться в Мир людей, а теперь они вместе работают в Институте вычислительной техники и вместе ходят в Ледовый дворец на каток, куда также прилетает отдохнуть от ссор с Офелией Захариуш.

## В ролях
- Иржи Лабус / Jiří Lábus — Румбурак
- Иржина Богдалова / Jiřina Bohdalová — тётя Евжения
- Ольдржих Кайзер / Oldřich Kaiser — инженер Захарияш
- Властимил Гашек / Vlastimil Hašek — директор Троян
- Ева Еничкова / Eva Jeníčková — Хеленка
- Лукаш Бех / Lukáš Bech — Вилик